# Canal frontonasal
Le canal frontonasal (en latin : ductus frontonasalis) est une communication entre les sinus frontaux et leur cavité nasale correspondante. Le canal est tapissé par la muqueuse. Le canal débouche dans le méat nasal moyen de la cavité nasale à travers l'infundibulum de l'hiatus semi-lunaire.